# Holtland (Duitsland)
Holtland is een Duitse gemeente in de Samtgemeinde Hesel in de Landkreis Leer in Nedersaksen. De gemeente telt 2.217 inwoners en een oppervlakte van 14,66 km².
Andere kernen in de gemeente zijn Nücke en Siebestock.
Door Holtland loopt de Europese wandelroute E9. Ter plaatse is de route ook bekend als Ostfrieslandweg.

## Zie ook

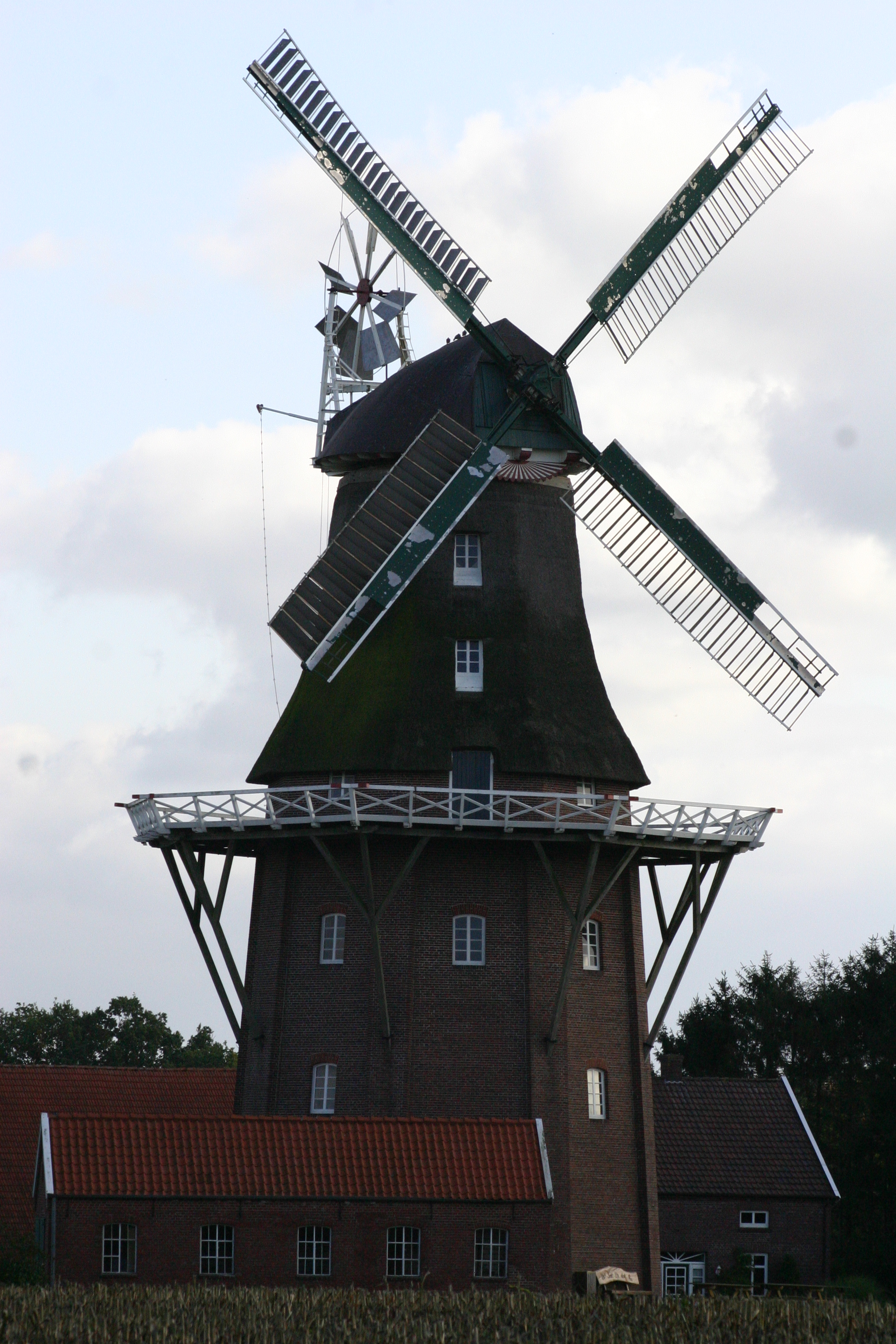
Molen in Holtland